# منفوخة البذور
مَنْفُوخَةُ البُذور Physospermum، جنس نباتات من فصيلة الخيمية.
موطنها الأصلي من أوروبا إلى إيران والجزائر.
الأنواع:
- Physospermum cornubiense (L.) DC.
- Physospermum verticillatum Vis.